# Elsa Dorlin

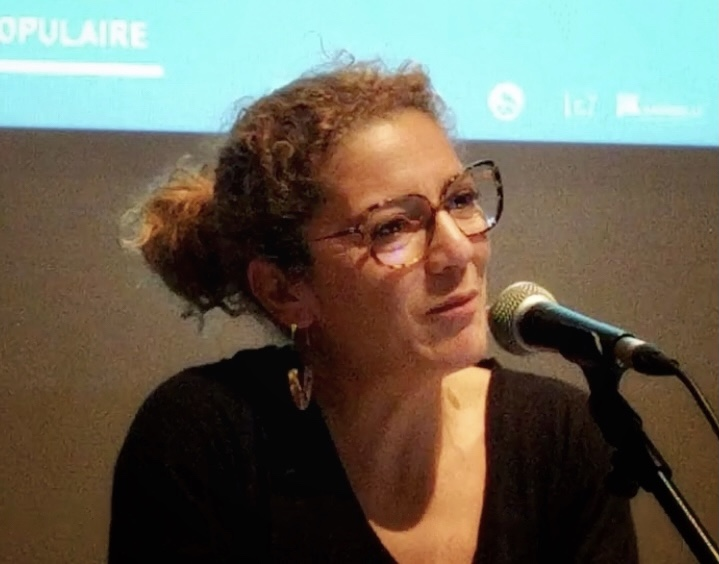
Elsa Dorlin (2020)

Elsa Dorlin (geb. 1974) ist eine französische Philosophin. Ihr Werk Se défendre: une philosophie de la violence (Selbstverteidigung. Eine Philosophie der Gewalt) wurde 2020 ins Deutsche übersetzt.

## Leben und Leistungen
Elsa Dorlin doktorierte 2004 an der Pariser Universität Paris IV (Paris-Sorbonne). Ihre Dissertation Au chevet de la Nation: sexe, race et médecine: XVIIe-XVIIIe siècles (Am Krankenbett der Nation: Geschlecht, Rasse und Medizin im 17. und 18. Jahrhundert) wurde von Pierre-François Moreau betreut.
Von 2010 bis 2011 war sie Gastdozentin am Critical Theory Program der University of California, Berkeley.
Dorlin war von 2011 bis 2021 Professorin für Philosophie und Politikwissenschaften an der Universität Paris 8 Vincennes-Saint-Denis.
Seit 2021 unterrichtet sie als Professorin für Philosophie an der Université Toulouse Jean-Jaures.
Ihr 2017 veröffentlichtes Buch Se défendre: une philosophie de la violence (Selbstverteidigung. Eine Philosophie der Gewalt) erschien 2020 auf Deutsch. Dorlin analysiert darin in der Tradition Michel Foucaults und anderer Poststrukturalisten die historische Kategorisierung von Selbstverteidigung und Gewalt in Bezug auf gesellschaftliche Machtstrukturen. In dem Buch, das verschiedene historische Formen des Phänomens und intersektionale Community-Care kontextualisiert, etabliert sie den Begriff der negativen Care. Unter ihr ist die Mental Load durch Alltagsdiskriminierung und Selbstschutz zu verstehen.
2021 veröffentlichte Dorlin die Textsammlung Feu! (Feuer!), eine als Nachschlagwerk konzipierte Übersicht mit rund 70 Texten, welche verschiedene Stimmen der zwischen 2000 und 2020 erstarkten neuen feministischen Bewegung in Frankreich zu Wort kommen lässt. Das Buch enthält unter anderem einen Essay der Schauspielerin Adèle Haenel, der Black-Lives-Matter-Aktivistin Assa Traoré und ein Nachwort der Romanautorin Virginie Despentes.

## Werke

### Buchveröffentlichungen
- L'évidence de l'égalité des sexes. Une philosophie oubliée au 17e siècle. Editions L'Harmattan, Paris 2001, ISBN 978-2-7475-0016-6.
- La matrice de la race. Généalogie sexuelle et coloniale de la nation française. La Découverte, Paris 2006, ISBN 978-2-7071-5905-2.
- mit Eva Rodriguez: Penser avec Donna Haraway. Presses Universitaires de France, Paris 2012, ISBN 978-2-13-058980-8.
- Se défendre. Une philosophie de la violence. La Découverte, Paris 2017, ISBN 978-2-35522-110-1.
  - Selbstverteidigung. Eine Philosophie der Gewalt. Suhrkamp, Berlin 2020, ISBN 978-3-518-58756-0.
- Sexe, genre et sexualités. Presses Universitaires de France, Paris 2008, ISBN 978-2-13-055889-7.
- Feu! Abécédaire des féminismes présents. Éditions Libertalia, Montreuil 2021, ISBN 978-2-37729-222-6.

## Auszeichnungen
- 2009 wurde Dorlin mit der Bronzemedaille des CNRS für ihre Arbeiten zur feministischen Genderphilosophie und -theorie ausgezeichnet.[9]
- 2018 erhielt ihr Buch Se défendre: une philosophie de la violence den Frantz Fanon Preis.

## Rezeption
Im Rahmen des Festival d'Automne in Paris fand 2021 auf Einladung der Theaterregisseurin Gisèle Vienne ein Seminar zum Thema Elsa Dorlin, Working on Violence statt.
Mit verschiedenen Gastdozenturen erlangte sie internationale Aufmerksamkeit.
In der SRF Kultur Literaturclub-Tipprunde von Dezember 2021 empfiehlt Milo Rau das Buch Selbstverteidigung und es wurde als „Universalgeschichte der unmöglichen Selbstverteidigung, von den Sklavenaufständen über die Black Panthers bis zur feministischen Theorie der Selbstverteidigung“ beschrieben.